# Макнамара, Джон (бейсболист)
Джон Фрэнсис Макнамара (англ. John Francis McNamara, 4 июня 1932, Сакраменто, Калифорния — 28 июля 2020, Брентвуд, Теннесси) — американский бейсболист и тренер. Играл на позиции кэтчера в командах младших лиг. Работал главным тренером в ряде клубов Главной лиги бейсбола. В 1986 году вывел «Бостон Ред Сокс» в Мировую серию и был признан Менеджером года в Американской лиге.

## Биография

### Ранние годы и начало карьеры
Джон Макнамара родился 4 июня 1932 года в Сакраменто в Калифорнии. Он был четвёртым из пяти детей в семье Джона и Джозефины Макнамара. Его отец эмигрировал в США из Ирландии, работал на железной дороге. Во время учёбы в школе Крисчен-Бразерс Макнамара играл в бейсбол и баскетбол, в обеих видах спорта включался в сборные звёзд города.
В 1951 году Джон подписал контракт с клубом «Сент-Луис Кардиналс». К 1956 году он продвинулся в фарм-системе «Кардиналс» до уровня AAA-лиги, но никогда не рассматривался как претендент на место в составе команды Главной лиги бейсбола из-за небольшого роста и низкой силы отбивания. Начиная с 1958 года Макнамара был играющим тренером ряда команд в системе клуба «Канзас-Сити Атлетикс». В этой роли он приводил к победам в чемпионатах команды «Льюистон Бронкс» (в 1961 году), «Мобил Эйс» (в 1966 году) и «Бирмингем Эйс» (в 1967 году). Всего в младших лигах как игрок Джон провёл четырнадцать сезонов, сыграв в 1 132 матчах.

### Тренерская карьера
После двух побед подряд в чемпионате Южной лиги Макнамара получил приглашение войти в тренерский штаб «Атлетикс», к тому моменту переехавших в Окленд. В конце сезона 1969 года он заменил на посту главного тренера команды уволенного Хэнка Бауэра. В 1970 году команда завершила сезон на втором месте в Западном дивизионе Американской лиги, одержав 89 побед при 73 поражениях. Несмотря на неплохой результат, эксцентричный владелец клуба Чарли Финли уволил Джона. В последующие три года он работал тренером третьей базы в «Сан-Франциско Джайентс».
В начале 1974 года Макнамара возглавил клуб «Сан-Диего Падрес», который находился в плохом финансовом положении и был спасён от переезда в другой город бизнесменом Рэем Кроком. В этой команде Джон отработал три полных сезона, в которых «Падрес» занимали шестое, четвёртое и пятое места в дивизионе. В мае 1977 года он был уволен после неудачного старта регулярного чемпионата.
Сезон 1978 года он отработал тренером третьей базы в «Калифорнии Энджелс». В декабре Макнамара был назначен главным тренером «Цинциннати Редс», одной из сильнейших команд Национальной лиги. В 1979 году «Редс» выиграли Западный дивизион Национальной лиги, но в первом раунде плей-офф уступили «Питтсбургу» 0:3. В регулярном чемпионате 1980 года команда в упорной борьбе стала третьей в дивизионе. Следующий сезон оказался разбит на две части из-за забастовки игроков. Руководство лиги посчитало, что победитель должен определяться в игре лучших команд первой и второй его половины. В итоге «Цинциннати», показавшие лучший результат в целом, в плей-офф не попали. В 1982 году команда потеряла аутфилдеров стартового состава Джорджа Фостера, Дэйва Коллинза и Кена Гриффи. «Редс» опустились на последнюю строчку в таблице. В июле Джона Макнамару уволили. Следующие два года он возглавлял «Калифорнию Энджелс». При нём карьеру в Главной лиге бейсбола начали будущие звёзды клуба Гэри Петтис и Дик Скофилд.
В конце 1984 года генеральный менеджер «Бостон Ред Сокс» Хейвуд Салливан, знавший Джона по совместной работе в системе «Атлетикс», пригласил его на пост главного тренера. Сезон 1985 года команда завершила на пятом месте, но Макнамара получил лестные отзывы о своей работе. Следующий чемпионат стал одним из лучших в истории «Ред Сокс». Ведомая Роджером Клеменсом, Уэйдом Боггсом и Джимом Райсом, команда выиграла Восточный дивизион Американской лиги. Не помешал этому скандал вокруг одного из питчеров Бостона Денниса Бойда, который обиделся на то, что его не пригласили на Матч всех звёзд. Бойд отказался играть и позже был направлен к психиатру. Спустя несколько лет игрок признался, что в том году употреблял наркотики. В Чемпионской серии Американской лиги «Ред Сокс» проигрывали «Энджелс» 1:3, но затем одержали три победы подряд. Столь же драматично сложилась и Мировая серия против «Нью-Йорк Метс». Команда вела 3:2, но потерпела поражение в последних двух матчах. По итогам сезона Макнамара был признан Менеджером года в Американской лиге. В следующем сезоне состав «Ред Сокс» начал обновляться и команда опустилась на пятое место в таблице. Джон потерял поддержку владельцев команды и был уволен в июле 1988 года.
В 1989 году он работал скаутом в «Сиэтле», а затем вновь получил место главного тренера. Два неполных сезона Макнамара возглавлял «Кливленд Индианс», также находившихся в стадии перестройки. Команду он покинул в июле 1991 года. В течение следующих пяти лет Джон был тренером кэтчеров в «Энджелс», а в 1996 году недолго был временным главным тренером команды.
После выхода на пенсию Макнамара проживал в Теннесси. Он скончался в своём доме 28 июля 2020 года в возрасте 88 лет.